# 1373
سنة 1373 كانت سنة بسيطة تبدأ يوم الأحد (الرابط يظهر نموذج التقويم الكامل للسنة) من التقويم اليولياني.

## أحداث
- بداية الحرب الأهلية البيزنطية 1373–1379 في 1373 والتي انتهت في 1379.

## مواليد
- أدولف الأول، دوق كليفه
- إدوارد نورويتش (دوق يورك الثاني) عسكري من المملكة المتحدة
- تقي الدين الفاسي مؤرخ مغربي
- جوفانا الثانية ملكة نابولي
- سيف الدين جقمق
- كاثرين لانكاستر ملكة قشتالة وليون القرينة
- محمد بن إبراهيم الوزير

## وفيات
- عبد القادر القرشي
- إسماعيل بن عمر بن كثير